# Гідромедуза аргентинська
Гідромедуза аргентинська (Hydromedusa tectifera) — вид черепах з роду Гідромедуза родини Змієшиї черепахи. Інша назва «південноамериканська зміїношия змія».

## Опис
Загальна довжина досягає 28—30 см. Голова сильно сплощена, очі висунуті уперед та догори, шия вкрита безліччю дрібних горбків. Має надзвичайно довгу шию, яка переважає по довжині спинний відділ хребта. Спинний щит у молодих осіб має поздовжній кіль, на кожному щитку підноситься гострий конус, спрямований назад. З віком ці конуси і серединний кіль поступово зменшуються, у старих черепах спина майже гладенька.
Забарвлення спини у молодих осіб оливкового кольору, а в зрілому віці — коричнева. З боків голови і шиї проходить яскраво-жовта смуга.

## Спосіб життя
Практично усе життя проводить у річках, озерах, ставках. Веде нічний спосіб життя. Яскравого сонця уникає, проте добре переносить холод, зберігаючи активність навіть при температурі нижче 10°С. Харчується прісноводними молюсками, рибою, земноводними, водними безхребетними.
Самиця відкладає від 2 до 10 яєць білого кольору розміром 34×22 мм.

## Розповсюдження
Мешкає у північно-східній Аргентині, східному Парагваї, Уругваї та південно-східній Бразилії.